# قلعه‌چه (روستا)
قلعه‌چه (به لاتین: Qal'acha) یک منطقهٔ مسکونی در تاجیکستان است که در ولایت سغد واقع شده‌است.